# Vlčnov (ort i Tjeckien, lat 49,58, long 17,95)
Vlčnov (tyska: Wolfsdorf) är en by och en kommundel i Tjeckien. Den ligger i den östra delen av landet, 260 km öster om huvudstaden Prag. Vlčnov ligger 342 meter över havet och antalet invånare är 477 (2001).
Terrängen runt Vlčnov är platt åt nordväst, men åt sydost är den kuperad. Runt Vlčnov är det ganska tätbefolkat, med 214 invånare per kvadratkilometer. Närmaste större samhälle är Nový Jičín, 4,4 km öster om Vlčnov. Omgivningarna runt Vlčnov är en mosaik av jordbruksmark och naturlig växtlighet.